# Soiuz TMA-10M
El Soiuz TMA-10M fou un vol espacial tripulat que s'enlairà el 26 de setembre de 2013 cap a l'Estació Espacial Internacional i tprnà a la Terra en 11 de març de 2014 transportant tres membres de l'Expedició 37. El TMA-10M fou el vol núm. 119 d'una nau espacial Soiuz, amb el seu primer vol començant en el 1967. La Soiuz romangué a bord de l'estació espacial per a la part de l'Expedició 38 per servir de vehicle d'escapament d'emergència.

## Tripulació
| Posició           | Tripulant                                  | Tripulant                                  |
| ----------------- | ------------------------------------------ | ------------------------------------------ |
| Comandant         | Oleg Kótov, RSA Tercer vol espacial        | Oleg Kótov, RSA Tercer vol espacial        |
| Enginyer de vol 1 | Serguei Riazanski, RSA Primer vol espacial | Serguei Riazanski, RSA Primer vol espacial |
| Enginyer de vol 2 | Michael Hopkins, NASA Primer vol espacial  | Michael Hopkins, NASA Primer vol espacial  |

### Tripulació de reserva
| Posició           | Tripulant                | Tripulant                |
| ----------------- | ------------------------ | ------------------------ |
| Comandant         | Aleksandr Skvortsov, RSA | Aleksandr Skvortsov, RSA |
| Enginyer de vol 1 | Oleg Artémiev, RSA       | Oleg Artémiev, RSA       |
| Enginyer de vol 2 | Steven Swanson, NASA     | Steven Swanson, NASA     |